# Frank Windelband
Frank Windelband (* 3. Oktober 1960) war Fußballspieler in der DDR-Oberliga, der höchsten ostdeutschen Fußballklasse. Dort spielte er ausschließlich für den 1. FC Magdeburg.
Bevor Windelband 1975 zum 1. FC Magdeburg kam, hatte er in der kleinen Betriebssportgemeinschaft Traktor in der Altmarkgemeinde Grieben seine erste Ausbildung zum Fußballspieler erhalten. Beim FCM durchlief er alle Altersklassen im Nachwuchs und gehörte bis 1979 zum Aufgebot der Nachwuchsoberliga-Mannschaft. Als Juniorenspieler gehörte er zum Kader der DDR-Junioren-Nationalmannschaft, für die er 16 Länderspiele bestritt. Für die Saison 1979/80 wurde Windelband als Mittelfeldspieler erstmals für die DDR-Oberligamannschaft des FCM nominiert. Er wurde auch sofort am ersten Spieltag eingesetzt und spielte auf der linken Mittelfeldposition. In dieser Spielzeit absolvierte er insgesamt sechs Oberligapunktspiele. In der folgenden Saison 1980/81 hatte er sich mit 19 Erstligaspielen bereits einen Stammplatz erobert und wurde darüber hinaus auch noch in sieben Nachwuchsländerspielen eingesetzt. Seine besten Jahre hatte der nur 1,70 m große Windelband beim FCM in den Spielzeiten 1982/83 und 1983/84, als er 45 der 52 möglichen Oberliga-Punktspiele bestritt und sowohl im Mittelfeld als auch im Angriff eingesetzt wurde. In den folgenden Jahren verlor er seinen Stammplatz wieder und kam in der Saison 1987/88 nur noch achtmal in der Oberligamannschaft zum Einsatz.
Zwischen 1980 und 1986 bestritt Windelband mit dem FCM sieben Spiele in den europäischen Pokalwettbewerben. Seine persönlichen Höhepunkte war die Spiele gegen den AC Turin und den FC Barcelona. Er gewann vier Europapokalspiele, darunter 1980 das 1:0 gegen den AC Turin und 1986 das 1:0 gegen Athletic Bilbao, bei dem er den Siegtreffer erzielte, drei Spiele gingen verloren. Sein Tor gegen Bilbao war das (vorerst) letzte Europapokal-Heimtor des 1. FCM.
Nach der Saison 1987/88 beendete Windelband bereits mit 27 Jahren seine leistungssportliche Laufbahn. Sein letztes Pflichtspiel für den 1. FC Magdeburg bestritt er mit dem Oberligapunktspiel 1. FCM – Hallescher FC Chemie (2:0) am 26. März 1988. Insgesamt bestritt Windelband 129 Spiele in der Oberliga und erzielte dabei 11 Tore.
Als Freizeitfußballer ging er für eine Spielzeit zum Drittligisten Kali Wolmirstedt. 1989 wechselte er zur zweitklassigen BSG Motor Schönebeck, anschließend spielte er noch bei den unterklassigen Vereinen SV Irxleben, TuS 1860 Neustadt sowie dem MSV Preußen 1899. Von 2002 bis 2013 war er Co-Trainer der ersten Mannschaft des 1. FCM. In der Saison trainierte er die U17-Mannschaft des 1. FCM und stieg mit ihr in die B-Junioren-Bundesliga auf. Als Co-Trainer war er unter 8 verschiedenen Trainern tätig.